# Autoroute AP-9V (Espagne)
L’AP-9V est une antenne autoroutière située dans la communauté autonome de Galice de 4 km.
C'est une autoroute urbaine qui permet d'accéder au nord de Vigo dans la province de Pontevedra depuis l'AP-9 en venant du nord de la Galice.
Elle se déconnecte à hauteur de Chapela au nord de Vigo pour se terminer 4 km plus loin sur l'Avenue de la Gran Via.

## Sorties
| Sorties | Villes                                     |       |
| ------- | ------------------------------------------ | ----- |
|         | Saint-Jacques-de-Compostelle - Pontevedra  | AP-9  |
| 1V      | Teis - Chapela                             | N-552 |
| 2V      | Vigo-Avenida Buenos Aires Aéroport de Vigo |       |
| 3V      | Vig-Avenida García Barbón Port de Vigo     |       |
|         | Vigo-Avenida de la Gran Via                |       |

### Référence
- Nomenclature